# Inoue Sakura
Inoue Sakura (tiếng Nhật: 井上咲楽, tên gốc tiếng Anh: Sakura Inoue, sinh ngày 2 tháng 10 năm 1999) là một nữ diễn viên kiêm nhân vật truyền hình người Nhật Bản.
Là thành viên đại diện cho công ty Horipro, cô được biết đến là người dẫn chương trình kiêm khách mời của một số chương trình trực thuộc TV Tokyo, NHK hay Fuji TV. Ngoài ra, cô còn là một diễn viên và người mẫu quảng cáo.
Cô từng được chọn là người rước đuốc cho Thế vận hội Mùa hè 2020 tại Tokyo.

## Danh sách tham gia

### Chương trình truyền hình
- Oha Suta (trên TV Tokyo)
- サイエンスZERO (Science ZERO) (trên NHK Educational TV)
- バラいろダンディ (Dandy Show) (trên Tokyo MX)
- アッコにおまかせ! (Leave it to Akko!) (trên TBS)
- めざまし8 (Mezamashi 8) (trên Fuji TV)
- 新婚さん、いらっしゃい (Welcome, Newlyweds) (trên ABC)
- ランスマ倶楽部 (Ranma Club) (trên NHK)
- ポップUP! (Pop Up!) (trên Fuji TV)

### Web drama
- ひみつ×戦士 ファントミラージュ! (Secret × Heroine Phantomirage!) (trên TV Tokyo)
- おばけずかん (Ghost Book) (trên TV Tokyo)
- 警視庁・捜査一課長 (Metropolitan Police Department - Section 1) (trên TV Asahi)